# Trichocentrum purpureum
Trichocentrum purpureum är en orkidéart som beskrevs av John Lindley och Heinrich Gustav Reichenbach. Trichocentrum purpureum ingår i släktet Trichocentrum och familjen orkidéer.
Artens utbredningsområde är Guyana. Inga underarter finns listade i Catalogue of Life.